# (850) Альтона
(850) Альтона — малая планета (астероид), которая находится в Поясе астероидов и обращается вокруг Солнца. Диаметр астероида составляет около 81 км. Был открыт 27 марта 1916 года в Симеизской обсерватории российским астрономом С. И. Белявским и назван в честь одного из районов Гамбурга — Альтона, где родился российский немецкий астроном XIX века Василий Струве и расположена обсерватория, в которой немецкий астроном Генрих Христиан Шумахер вёл свои исследования.
Астероид был обнаружен во время Первой мировой войны. Он получил временный номер, содержавший греческую букву Σ, которая была заменена на букву S. Временное альтернативное обозначение было (850) 1916 S24.
У астероида была обнаружена аномалия орбиты с углом в 322,23°. Абсолютная звёздная величина небесного тела составляет 9,6, а его геометрическое альбедо — 0,039